# 科斯塔迪梅扎泰
科斯塔迪梅扎泰，是意大利贝加莫省的一个市镇。总面积5平方公里，人口3326人，人口密度665.2人/平方公里（2009年）。国家统计（ISTAT）代码为016084。